# 轟く天地
『轟く天地』（とどろくてんち、The Thundering Herd）は、1933年のアメリカ合衆国の映画で、ヘンリー・ハサウェイが監督し、ランドルフ・スコット、ジュディス・アレン (Judith Allen)、バスター・クラブ (Buster Crabbe)、ノア・ビアリー・Sr、ハリー・ケリーが出演した西部劇。ゼイン・グレイの小説『The Thundering Herd』を原作とし、スコットとケリーが演じるふたりのバッファロー狩人たちが、インディアンや無法者たちを相手に、様々な危機に遭遇する。この作品は、1925年の映画『The Thundering Herd』のリメイクである。1920年代後半に、ウォーレス・ビアリーと組んでコメディ場面でしばしば映画に登場したノア・ビアリー・Srとレイモンド・ハットン (Raymond Hatton) は、この作品でもその頃の役回りを演じている。この作品は既にパブリックドメインとなっており、別名の『Buffalo Stampede』という題名でも知られている。
ハサウェイ監督は、スコット、ビアリー、ケリー、クラブと、この作品に出演したキャストの多くを、同じ年に制作したゼイン・グレイ原作の別の映画『森の男 (Man of the Forest)』でも起用している。

## キャスト
- ランドルフ・スコット - トム・ドーン (Tom Doan)
- ジュディス・アレン - ミリー・フェア (Millie Fayre)
- バスター・クラブ - 駅馬車の御者ビル・ハッチ (Bill Hatch)
- ノア・ビアリー・Sr - ランドール・ジェット (Randall Jett)
- レイモンド・ハットン - ジュード・ピルチュク (Jude Pilchuk)
- ブランシュ・フリデリシ (Blanche Friderici) - ミセス・ジェーン・ジェット
- ハリー・ケリー - クラーク・スプラーグ (Clark Sprague)
- モンテ・ブルー (Monte Blue - スマイリー (Smiley)
- バートン・マクレーン (Barton MacLane) - プルイット (Pruitt)[2]